# Sorcerer Hunters
Pour les articles homonymes, voir Sorcerer.
Sorcerer Hunters (爆れつハンター, Bakuretsu Hunters) est un manga de Satoru Akahori (scénario) et Rei Omishi (dessin) adapté en anime.

## Histoire
On suit les aventures d'un groupe de sorcerer hunters (trois au début puis rejoints par deux autres) chargés de combattre les « sorcerer » qui abusent de leurs pouvoirs magiques sur les « persona » (gens qui n'ont aucun pouvoir magique).
C'est un mélange d'héroic-fantasy et d'humour.

## Personnages
- Marron Glace

Maître de la magie de l'est.

Petit frère de Carotte.

Tempéremment calme sauf lorsqu'on s'attaque à son frère.
- Carotte Glace

A la capacité d'absorber les attaques magiques pour décupler sa force.

Grand frère de Marron.

Passe son temps à vouloir draguer toutes les filles mais attire la malchance.
- Tira Misu

Amie d'enfance de Carotte et sœur de Chocolat.

Se transforme en dominatrice sado en tenue SM avec un fouet pour ramener Carotte à la raison.
- Chocolat Misu

Sœur de Tira.

Même penchant SM que sa sœur, elle ne cache pas son attirance pour Carotte.
- Gateau

Aime bien montrer ses muscles.
- Big Mum

Elle donne les missions des sorcerer hunters.

## Manga
Le manga est terminé avec 13 volumes sortis au Japon depuis 1995.
En France, la série a été éditée aux éditions Taifu Comics sous la forme de coffrets :
1. Tomes 1 à 4, 07/2006,  (ISBN 2352300045)
2. Tomes 5 à 8, 10/2006,  (ISBN 2352300053)
3. Tomes 9 à 13, 08/2007,  (ISBN 2352300061)

## Anime
Une série télé de 26 épisodes sera réalisée la même année que la sortie du manga, elle sera suivie l'année suivante de 3 OAV.

### TV

#### Fiche technique
- Année : 1995
- Réalisation : Koichi Mashimo
- Musique : Kenji Kawai
- Animation : Studio Xebec
- Auteur original : Satoru Akahori
- Nombre d'épisodes : 26

#### Musique
Générique de début
- What's Up Guys?

Auteur : Miho Matsuba
Compositeur : Sho Goshima and Toshiro Yabuki
Interprète : Shinnosuke Furumoto and Megumi Hayashibara
Générique de fin
- MASK

Auteur/compositeur: Masami Okui
Interprète : Masami Okui and Kasumi Matsumura

### OAV
Ces OAV sont licenciés en France par Kazé.

### Doublage
|               | Japonais            |
| ------------- | ------------------- |
| Gateau Mocha  | Kiyoyuki Yanada     |
| Tira Misu     | Megumi Hayashibara  |
| Maron Glasse  | Mitsuaki Madono     |
| Carrot Glasse | Shinnosuke Furumoto |
| Chocolat Misu | Yuko Mizutani       |